# Cassena concolor
Cassena concolor es un coleóptero de la familia Chrysomelidae.
Fue descrita científicamente por primera vez en 1962 por Bryant.